# June Lake Junction
June Lake Junction è un'area non incorporata posta all'interno della comunità di June Lake nella Contea di Mono in California. È posta a 11 miglia (18 km) sud sudest di Lee Vining ad un'altitudine di 7710 piedi pari a 2350 metri.
Il codice di avviamento postale è 93529. La posta destinata a June Lake Junction deve essere indirizzata a June Lake.